# Daryl Haney
Daryl Haney, znany również jako Darel Haney (ur. 21 czerwca 1963 w Charlottesville) – amerykański scenarzysta i aktor filmowy. Zdobywca nagrody First Prize na Rhode Island International Film Festival w 2001 roku za film Mockingbird Don't Sing.